# Carlos Veiga
Carlos Alberto Wahnon de Carvalho Veiga (ur. 21 października 1949 w Mindelo) – kabowerdeński prawnik, polityk, drugi premier Republiki Zielonego Przylądka i zarazem pierwszy wybrany demokratycznie. Sprawował urząd od 4 kwietnia 1991 do 29 lipca 2000. Jego następcą został Gualberto do Rosário.
Wystartował w wyborach prezydenckich w 2001 i 2006, ale dwukrotnie przegrał bardzo małą różnicą głosów z Pedro Piresem. Wziął udział również w wyborach prezydenckich w 2021, lecz wówczas przegrał z José Marią Nevesem.